# 撮影 (アニメ制作)
アニメ制作における撮影（）は各種素材を加工・合成して映像を作る工程、あるいはこれを担う役職である。コンポジット(英語で合成・混合の意)とも。

## 概要
アニメ制作では1つの画面を複数の要素に分割しそれぞれを専門家が分業して作成している。そのためセル・背景・3DCG素材等をカメラワークに基づいて1つの画面に統合し、撮影処理を入れながら各コマを作って1つの映像にする工程が必要である。これが撮影である。これらを担うスタッフもまた撮影と呼ばれる。

## 撮影 (工程)
アニメの制作工程における撮影（、英: compositing）は各種素材を加工・合成して映像を作る工程である。Adobe After Effectsがデファクトスタンダードのツールである。

### 撮影処理
様々な撮影処理が存在し、演出意図に合わせて採用される。

#### スライド
スライドは1つの素材を複数コマに渡ってズラしながら撮影する技法である。
同じ素材が経時的に移動するのが撮影されるため、スライドはその素材のアニメーションを生み出す効果がある。

##### 背景スライド
背景スライドは1枚絵の背景をスライドする撮影技法である。BGスライドとも。
背景スライドにより「背景が流れていく」画を撮影できる（参考: カメラドリー）。セルとBGをセットでスライドすると止まったキャラクターの前をカメラが横切っていく構図になる。セルを固定してBGのみスライドすると動くキャラクターをカメラが追従する構図になる。そのためセルで歩く人物や車の車内を描けば移動を表現できる。
背景スライドはセルのコマ打ち数に関わらず基本的に1コマ打ち（フルコマ）で撮影される。3コマ打ちでスライドされた背景はガタつく傾向がある（動画参照）。
背景を1コマ打ちにすることでコマ打ちしたセルのガタつきが大幅に抑えられることが経験的に知られている。何らかの運動錯視によりスムーズさが発生していると考えられているが、その心理学的機序は解明されていない。セルと背景の関係によって背景1コマ打ちが別の問題を起こすケースもあり、例えば接地のある動きだとキャラクターが滑って見える（これはセル側を1コマ打ちにしてしばしば解決される）。

#### スムージング
スムージングは線を平滑化しジャギーを緩和する撮影処理である。アンチエイリアスとも。
現在のアニメ制作におけるデファクトでは彩色効率化のために線画素材が二値化されている（詳細は動画#二値化）。二値化に伴うジャギーを平滑化して緩和する工程がスムージングである。

#### 色トレス (撮影)
撮影における色トレス（）は主線の色を変える撮影処理である。
セルの主線（輪郭線など）は基本的に黒系で彩色されている。この色を変更する撮影処理が色トレスである。セルアニメの仕上では色トレスにより主線の色を黒以外することがあったため、これと同じ効果を撮影処理で得るこの手法も色トレスと呼ばれている。

## 撮影 (役職)
アニメ制作の役職における撮影（、英: compositor）は各種素材を加工・合成して映像を作る役職である。
撮影スタッフを統括する管理職は撮影監督と呼ばれる。

## セルアニメーションにおける撮影
セルアニメーションではアナログで撮影がおこなわれていた。セル画と背景を撮影台にセットし、これを物理的に「撮影」することで各コマを得ていた。光学的な撮影技術を応用した技法として透過光、マルチプレーン・カメラ、多重露光などが存在した。
日本のアニメ制作現場で用いられている業界用語の「撮影」(加工合成)はこれらの工程に由来しており、デジタルアニメに移行した環境下でも「コンポジット」と併用して使われ続けている。